# Jorge Roelas
Jorge Luis Roelas Bautista (Madrid, 8 de maig de 1960 és un actor, dramaturg, director i guionista espanyol.

## Biografia
Actor de formació inicialment teatral, debuta en cinema el 1982 de la mà de Manuel Gutiérrez Aragón amb la taquillera Demonios en el jardín. En els anys següents compagina cinema i teatre, interpretant papers secundaris a Oficio de muchachos (1986), de Carlos Romero Marchent, Moros y cristianos (1987), de Luis García Berlanga o Cómo ser mujer y no morir en el intento (1991), d'Ana Belén.
No obstant això, la popularitat la hi deu, sobretot, a la televisió, mitjà en el qual es va prodigar especialment en els anys noranta. Tran intervenir en la sèrie Goya (1985), va formar part del repartiment de Vecinos (1994) en Antena 3, ¡Ay, Señor, Señor! (1994-1995), amb Andrés Pajares i sobretot Médico de familia (1995-1999). Va ser el personatge del zelador Marcial González que va interpretar en aquesta sèrie durant quatre anys el que li va consagrar com un dels rostres més populars de la televisió del moment.
Després de la cancel·lació de la sèrie, Televisió espanyola li ofereix un del seu primer paper protagonista en la sèrie El botones Sacarino (2000-2001), en la qual dona vida al personatge del cèlebre còmic de Francisco Ibáñez. No obstant això, els resultats d'audiència no van donar suport al projecte, i la comèdia va ser retirada de la graella poques setmanes després de la seva estrena.
Posteriorment roda les sèries Living Lavapíés (2003) i Cafe Express (que posteriorment, amb un altre repartiment i en una altra emissora es reestrenaría com a Camera Café), totes dues en Telemadrid.
En els últims anys, ha enfocat de nou la seva carrera cap a la pantalla gran, amb participació a Tiovivo c. 1950 (2004), de José Luis Garci,que li va valer sengles nominacions al Premi Goya i al Premi de la Unión de Actores y Actrices; Ninette (2005); Desde que amanece apetece (2005), d'Antonio del Real o Sangre de mayo (2008), de nou a les ordres de Garci.
Tampoc ha descurat la seva trajectòria teatral, destacant el muntatge El mètode Grönholm (2004), que li va suposar una candidatura al Premi Ercilla.
En 2010 va sortir en un capítol de La que se avecina, com un paleta que va anar a arreglar una gotera a Javi i Lola.
En 2012 es va estrenar com a autor dramàtic amb l'obra Verano, que interpretaren Ana Marzoa, Ruth Gabriel i Lidia Navarro. El 2014 formà part del repartiment de la sèrie Ciega a citas.

## Obres de teatre
- El sueño de una noche de verano.- Dir. David Perry
- Seis personajes en busca de un autor (1982).- Dir. Miguel Narros
- ((El Patito Feo)) .- Dir. Amaya Curieses
- ((Don Juan Tenorio)).- Dir. Miguel Narros
- Eloísa está debajo de un almendro.- Dir. José Carlos Plaza
- Madre Coraje y sus hijos.- Dir. Lluís Pasqual
- ((Regresiones)) Dir. Rosa María Sardá
- El Búfalo americano.- Dir. Fermín Cabal
- Comedias bárbaras.- Dir. José Carlos Plaza
- Orquesta de señoritas - Dir.- Jorge Butrón
- Sé infiel y no mires con quien (1998).- Dir. Jaime Azpilicueta
- Entiéndeme tú a mí (2000).- Dir. Andrés Lima
- Su juguete preferido.- Dir. Toni Tordera
- Continuidad de los parques.- Dir. Jaime Pujol
- El método Grönholm (2004).
- Don Juan, el burlador de Sevilla (2008-2009), de Tirso de Molina.
- ¿Esto a qué venía? En el Teatro Arenal de Madrid (2009).
- 100 m2 (2010) - Dir. Juan Carlos Rubio
- Ocasiones especiales (2011-12) - Dir. Juan Carlos Rubio
- Anfitrión (2012).- Dir. Juan Carlos Pérez de la Fuente
- ((Pluto)) Dir.- Magüi Mira
- El secuestro (2016).. Dir. Gabriel Olivares.[3]
- ((Atasco)) Dir.- Jorge Roelas

## Filmografia

### Cinema
- Demonios en el jardín. Director: Manuel Gutiérrez Aragón.
- Oficio de muchachos. Director: Carlos Romero Marchent.
- Moros y cristianos. Director: Luis García Berlanga.
- Cómo ser mujer y no morir en el intento Directora: Ana Belén.
- Tres palabras. Director: Antonio Giménez Rico.
- Las cosas del querer. Director: Jaime Chávarri.
- Gran slalom. Director: Jaime Chávarri.
- Eso. Director: Fernando Colomo.
- Tiovivo c. 1950. Director: José Luis Garci.
- Ninette. Director: José Luis Garci.
- En ninguna parte. Director: Miguel Ángel Cárcano.
- Cabeza de perro. Director: Santi Amodeo.
- Luz de domingo. Director: José Luis Garci.
- Sangre de mayo. Director: José Luis Garci.
- Paco (curtmetratge). Director: Jorge Roelas.
- Guatsap (curtmetratge). Director: Jorge Roelas.
- Holmes & Watson. Madrid Days. Director: José Luis Garci.
- La venta del paraíso. Director: Emilio Ruiz Barranchina.
- 2 francos, 40 pesetas. Director: Carlos Iglesias.

### Sèries de televisió
- Turno de oficio. Capítol "Jardines en el cielo"
- Médico de familia com a Marcial González
- El botones Sacarino
- Café Express com Carmelo
- Aquí no hay quien viva, episodi "Érase un juicio", com l'advocat Miguel Ángel
- Ciega a citas
- El Caso: Crónica de sucesos como Padre Sanchís
- Paquita Salas com ell mateix
- Hospital Valle Norte com Representante Newton

## Premis i nominacions
- 2004 Nominat al Millor actor en els Premi Ercilla per El mètode Grönholm.
- 2005 Nominat als Premis Goya al Millor Actor Revelació per "Tiovivo c. 1950".
- 2009 Premi al Millor actor en el Festival Internacional de Cinema del Mar Menor pel curtmetratge Paco.[4]